# 方成 (漫画家)
方成（1918年6月10日—2018年8月22日），原名孙顺潮，杂文笔名张化，生于北京，祖籍广东香山，中华人民共和国漫画家、杂文家、幽默理论研究者，与丁聪、华君武并称中国漫画界三老。

## 生平
方成祖籍今中山市南朗镇左步村，生在北京。因家中人多，方成四、五岁时，母亲带方成兄妹几个回到家乡左步村居住。方成九岁时，母亲托人将他带回北京的父亲家里，到离家很近的铭贤小学（由英国伦敦会开办）上学。小学毕业后，考入北平市市立第三中学校（今北京市第三中学），自该中学初中毕业后，考入弘达中学（当时弘达中学二院和宿舍都在月坛内）。初中三年级时，在铁路局工作的父亲得知方成喜欢画画后，为他找了徐燕荪当老师，但学了不到十周，父亲失业，方成就没再跟随徐燕荪学画。后来徐燕荪在北平的朋友许麟庐接着教方成、钟灵画画。
1935年高中二年级时，方成参加一二·九运动，开始从事漫画创作。1938年夏，自江西省立南昌一中高中毕业，毕业成绩列全省第七，被保送国立清华大学。当时因抗日战争全面爆发，清华大学1937年七七事变后从北平迁到长沙，1938年夏又迁到昆明。方成在重庆未能预订到去昆明的汽车票，错过了报到和开学时间。时任教育部中等教育司司长的舅公陈峙东建议他进国立武汉大学借读。1938年11月中旬，教育部批准了方成入国立武汉大学借读的申请，方成从重庆出发，1938年11月27日抵达乐山，12月1日在乐山文庙开始了在国立武汉大学的学习。当时他的英文教师是英籍华人李那，国文教师是叶圣陶。在校期间，他在话剧演出中负责化装和音响，参加过歌咏队和下乡宣传抗日，学校的每期壁报他都以笔名“利巴尔”配画漫画，“利巴尔”是山东方言，意为“小伙计”或“很不在行”。他还和几位同学组织黑白社，办《黑白》壁报（办了近三年，每周一期）。1942年毕业于国立武汉大学化学系。1942年到1946年，在乐山任黄海化学工业研究社助理研究员。1945年日本投降后，他从黄海化学工业研究社里保存的上海出版的英文报刊上，看到转载的英国、美国政治讽刺画，由此了解了这种画的画法。他受英国漫画家大卫·罗（David Low）的漫画技法影响大。1946年辞职离开乐山，到上海从事漫画工作。1947年春，任《观察》杂志漫画版主编和特约撰稿人。1947年冬，方成回广东家乡探亲，听说上海白色恐怖加剧，不敢回上海，乃避居香港。当时《观察》被国民党当局查封，工作人员被捕入狱。1948年，方成在香港参加人间画会，从事漫画创作。1948年到1949年，出版连环漫画《康伯》（原在《大公报》连载）。
中华人民共和国成立后，1949年方成从香港回到北京。1950年到1951年任北京《新民报》（后改为《北京日报》）美术编辑。1951年起，任《人民日报》文艺部美术组的美术编辑，在该报社一直工作到1986年。1957年，方成因为写了篇叫《过堂》的杂文，讽刺教条主义，所以在反右运动中，《人民日报》文艺部美术组姓杨的年轻领导想将方成划为“漏网右派”，幸得华君武保护，方成才躲过一劫。改革开放后，方成从《人民日报》文艺部美术组转到国际部，国际部领导袁先禄同意给方成一段时间创作漫画。1979年，方成重新拿起画笔，短短三个月就创作了一百多幅作品。1980年8月，在北京中国美术馆举办个人画展“方成漫画展览”，这是中华人民共和国成立后第一次个人漫画公开展，展出了一百幅讽刺漫画，后来该画展还到上海、广州、南宁、四川、成都、重庆等十多个城市巡回展览，后又到香港展览。1984年，方成任武汉大学新闻系兼职教授。1989年，任郑州大学新闻系漫画专科班学术顾问。后任中国社会科学院研究生院新闻系硕士生导师，中国广播艺术团说唱团艺术顾问，中国美术家协会常务理事，中国新闻漫画研究会副会长、会长，美国出版的国际漫画杂志《Witty World》编辑，《讽刺与幽默》编委，享受政府特殊津贴。1986年离休。
方成与相声大师侯宝林是多年好友，二人常共同切磋幽默艺术的课题，试图创建“幽默学”。侯宝林逝世后，方成独自承担起创建中国式“幽默学”的使命，经常应邀到中国各大学讲授幽默学课程，并曾在美国巡回做幽默学讲座。
2018年8月22日，方成在北京友谊医院病逝，享年100岁。

## 作品
方成一生致力漫画事业，发表了很多有社会影响力的作品。出版漫画集、漫画理论和幽默研究、杂文集等共计30多种。方成的多幅作品被中国美术馆收藏，作品《武大郎开店》获《人民日报》1980年优秀作品二等奖，儿童连环诗画《王小青》获中国福利会奖。2008年，方成将《武大郎开店》、《侯宝林》、《钟馗》、《神仙也有残缺》等159幅漫画水墨手稿以及125册珍贵图书捐赠给中国国家博物馆。1988年获中国漫画界最高奖——首届“中国漫画金猴奖荣誉奖”。2009年获“中国美术奖·终身成就奖”。
- 《康伯》连环漫画集，1949年，香港
- 《王小青》儿童连环诗画集，1951年，工人出版社
- 《方灵漫画选》（与钟灵合作）画集，1952年，天下出版社
- 《幽默漫画》1953年，上海新美术出版社
- 《方成钟灵政治讽刺画选集》1954年，朝花美术出版社
- 《方成漫画选》1981年，天津人民美术出版社
- 《方成漫画选》1982年，上海人民美术出版社
- 《幽默、讽刺、漫画》理论著作，1984年，生活·读书·新知三联书店
- 《笑的艺术》评论集，1984年，春风文艺出版社
- 《方成连环漫画集》1985年，吉林美术出版社
- 《挤出集》杂文、散文集，1987年，人民日报出版社
- 《方成漫画选》1987年，四川美术出版社
- 《报刊漫画》理论著作，1989年，武汉大学出版社
- 《滑稽与幽默》理论著作，1989年，中国华侨出版公司
- 《高价营养》杂文集，1993年，湖南文艺出版社
- 《中国漫画书系：方成卷》1994年，河北教育出版社
- 《方成谈幽默》理论著作，1999年，河北教育出版社
- 《侯宝林的幽默》理论著作，1999年，河北教育出版社
- 《英国人的幽默》理论著作，2001年，河北教育出版社
- 《漫画入门——跟方成学漫画》理论著作，2002年，湖南文艺出版社
- 《方成自述》2003年，大象出版社
- 《这就是幽默》理论著作，2004年，河北教育出版社
- 《幽默的水墨》理论著作，2005年，中国旅游出版社
- 《方成幽默画中画》2005年，中国广播电视出版社
- 《方成全集》2016年，广东人民出版社

## 家庭
- 父：孙桥芳（笑平），在北平（今北京市）平绥铁路局任科员。方成有一个弟弟，两个妹妹[4]。
- 母：姓方。方成曾解释“方成”这个笔名的来历说：“母亲姓方，加上自己字写得不好，用‘方’字笔画少，好写些。”[3]
- 妻：陈今言（1924年—1978年），漫画家，1947年和方成结婚。去世后留下三个未成年的孩子[2][3]。